# Kiley McKinnon
Kiley McKinnon (New Haven (Connecticut), 1 september 1995) is een Amerikaanse freestyleskiester, McKinnon is gespecialiseerd op het onderdeel aerials. Ze vertegenwoordigde haar vaderland op de Olympische Winterspelen 2018 in Pyeongchang.

## Carrière
Bij haar wereldbekerdebuut, in januari 2012 in Lake Placid, scoorde McKinnon direct wereldbekerpunten. Een jaar later behaalde ze in Lake Placid haar eerste toptienklassering in een wereldbekerwedstrijd. In Voss nam de Amerikaanse deel aan de wereldkampioenschappen freestyleskiën 2015. Op dit toernooi eindigde ze als veertiende op het onderdeel aerials.
In december 2014 stond McKinnon in Peking voor de eerste maal in haar carrière op het podium van een wereldbekerwedstrijd. Op de wereldkampioenschappen freestyleskiën 2015 in Kreischberg veroverde de Amerikaanse de zilveren medaille op het onderdeel aerials. In het  seizoen 2014/2015 won ze de wereldbeker op het onderdeel aerials, dit deed zij zonder een wereldbekerzege te boeken. In de Spaanse Sierra Nevada nam McKinnon deel aan de wereldkampioenschappen freestyleskiën 2017. Op dit toernooi eindigde ze als vierde op het onderdeel aerials. Op 6 januari 2018 boekte de Amerikaanse in Moskou haar eerste wereldbekerzege. Tijdens de Olympische Winterspelen van 2018 in Pyeongchang eindigde ze als tiende op het onderdeel aerials.

## Resultaten

### Olympische Spelen
| Jaar | Plaats      | Resultaten  |
| ---- | ----------- | ----------- |
| 2018 | Pyeongchang | 10e Aerials |

### Wereldkampioenschappen
| Jaar | Plaats        | Resultaten  |
| ---- | ------------- | ----------- |
| 2013 | Voss          | 14e Aerials |
| 2015 | Kreischberg   | Aerials     |
| 2017 | Sierra Nevada | 4e Aerials  |

### Wereldbeker
Eindklasseringen
| Seizoen   | Algm  | AE   |
| --------- | ----- | ---- |
| 2011/2012 | 106e  | 21e  |
| 2012/2013 | 52e   | 10e  |
| 2013/2014 | 70e   | 15e  |
| 2014/2015 | Brons | Goud |
| 2015/2016 | 27e   | 6e   |
| 2016/2017 | 33e   | 9e   |
| 2017/2018 | 42e   | 8e   |

Wereldbekerzeges
| Datum          | Plaats | Onderdeel |
| -------------- | ------ | --------- |
| 6 januari 2018 | Moskou | Aerials   |